# Торрелавега
Торрелавега (ісп. Torrelavega) — муніципалітет в Іспанії, у складі автономної спільноти Кантабрія. Населення — 55 947 осіб (2009).
Муніципалітет розташований на відстані близько 330 км на північ від Мадрида, 22 км на південний захід від Сантандера.
На території муніципалітету розташовані такі населені пункти: Барреда, Кампусано, Дуалес, Гансо, Ла-Монтанья, Сьєррапандо, Танос, Торрелавега (адміністративний центр), Торрес, В'єрнолес.

## Демографія
Динаміка населення (INE ):

## Уродженці
- Антоніо Томас (*1985) — іспанський футболіст, півзахисник.

## Галерея зображень

Розташування муніципалітету
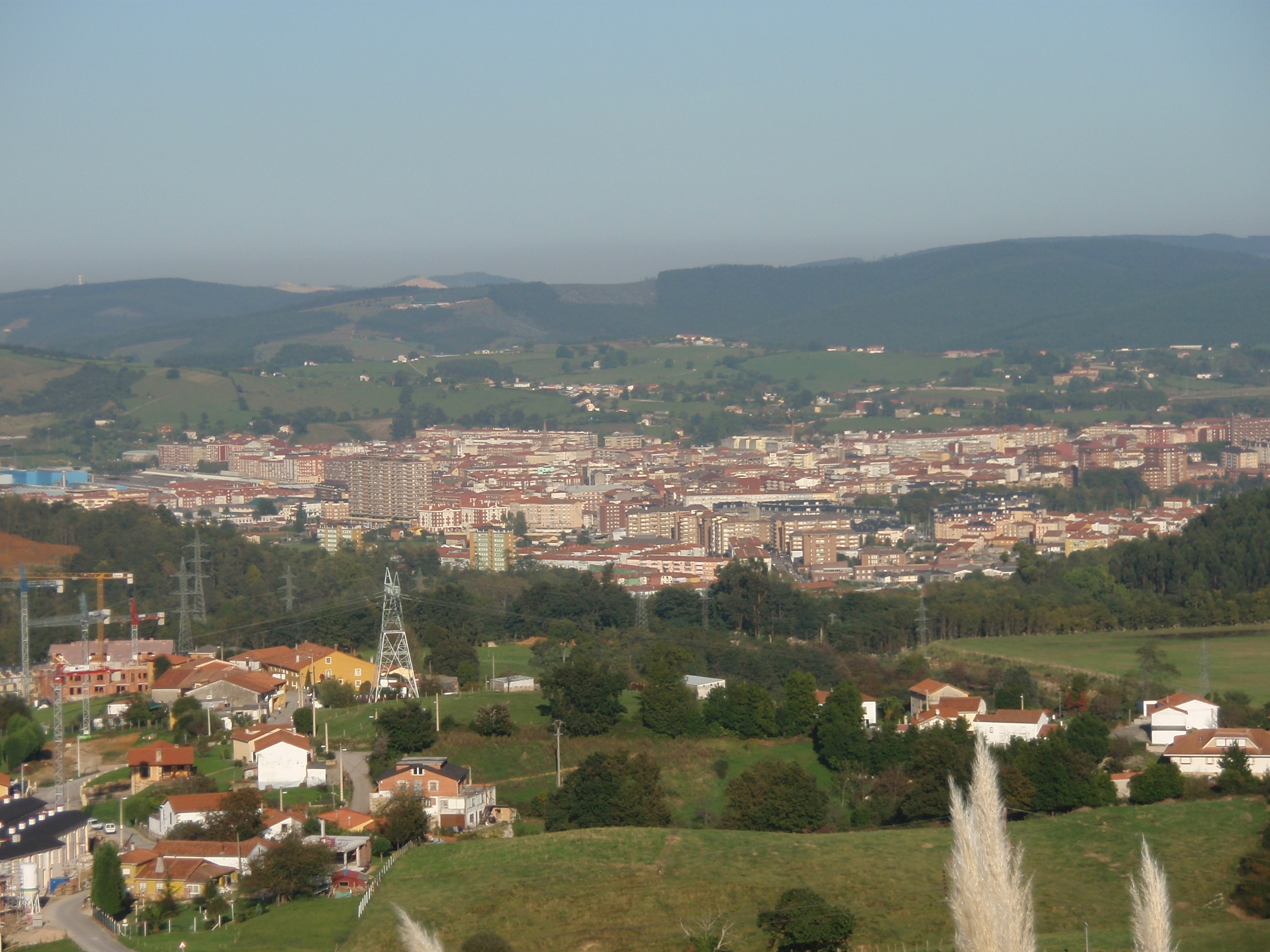
Торрелавега
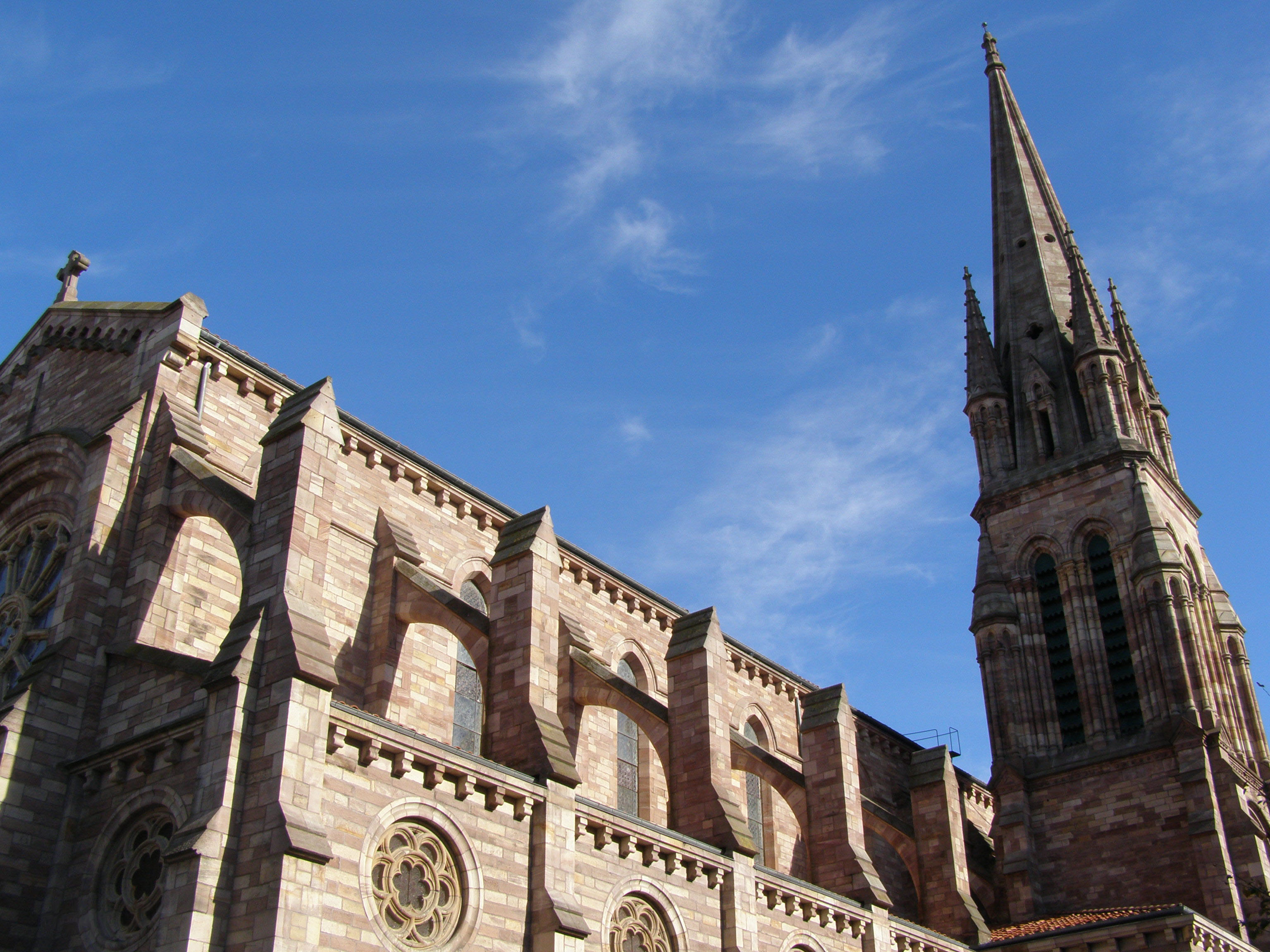
Церква Нуестра-Сеньйора-де-ла-Асунсьйон (Торрелавега)
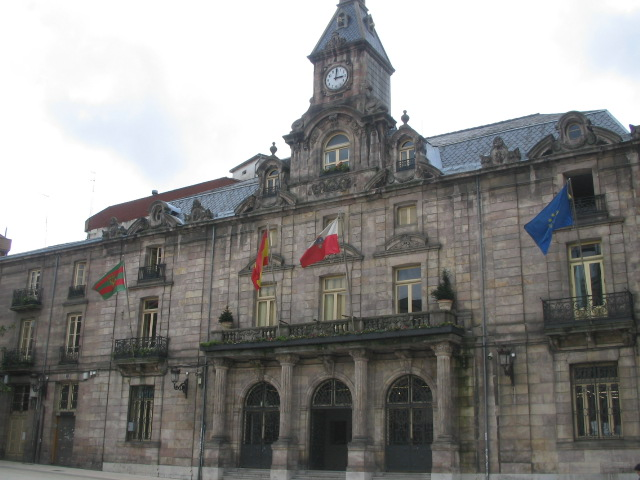
Муніципальна рада